# Euselasia midas
Euselasia midas is een vlindersoort uit de familie van de prachtvlinders (Riodinidae), onderfamilie Euselasiinae.
Euselasia midas werd in 1775 beschreven door Fabricius.